# Синявский сельский совет (Збаражский район)
Синявский сельский совет (укр. Синявська сільська рада) — входит в состав
Збаражского района
Тернопольской области
Украины.
Административный центр сельского совета находится в 
с. Синява.

## Населённые пункты совета
- с. Синява
- с. Синягивка